# Andries Bonger
Andries Bonger (ur. 20 maja 1861 w Amsterdamie, zm. 20 stycznia 1936 tamże) – holenderski marszand i kolekcjoner dzieł sztuki. Był przyjacielem Theo van Gogha i bratem Johanny, późniejszej żony Theo. Nazywany zdrobniale André lub Dries.

## Życiorys
Andries Bonger i Theo van Gogh poznali się w 1881 w holenderskim klubie w Paryżu i później razem zamieszkali. Theo van Gogh zapoznał Bongera z pracami artystów francuskiej awangardy. Po powrocie do Holandii w 1892 Bonger zaczął gromadzić dzieła sztuki, przede wszystkim stworzone przez swoich przyjaciół, Odilona Redona (1840–1916) i Émilé’a Bernarda.
Syn Johanny i Theo van Goghów, Vincent Willem tak wspominał po latach swego wuja:
„Ulubionym bratem mojej matki był Andries, starszy od niej o rok. W Paryżu był on przyjacielem Theo van Gogha, znał też i Vincenta (...). Później, w Amsterdamie, zaczął pracować w ubezpieczeniach. Był bliskim przyjacielem Odilona Redona, zgromadził dużą kolekcję jego prac. Miał też różne obrazy Vincenta, Cézanne’a i Émile’a Bernarda (którego dobrze znał).”
Duża część kolekcji Bongera została nabyta w 1996 przez państwo holenderskie i przekazana Muzeum Vincenta van Gogha jako długoterminowy depozyt.